# Blühende Landschaften

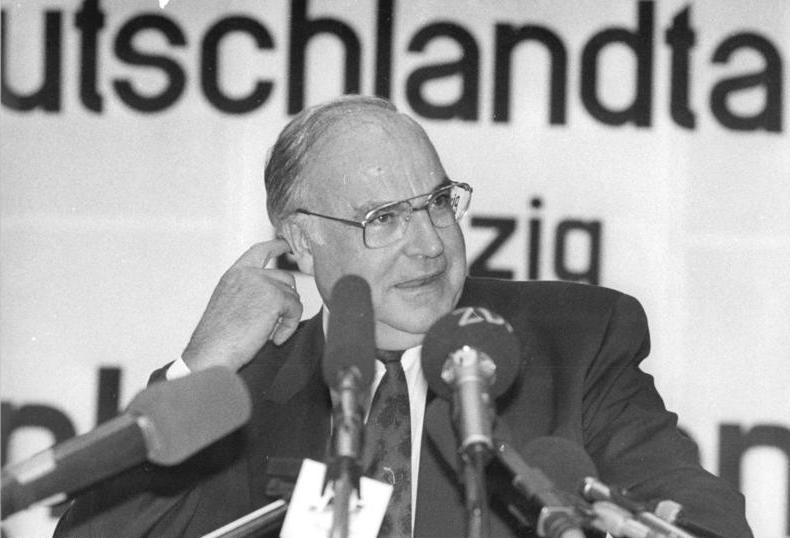
Helmut Kohl (1990)

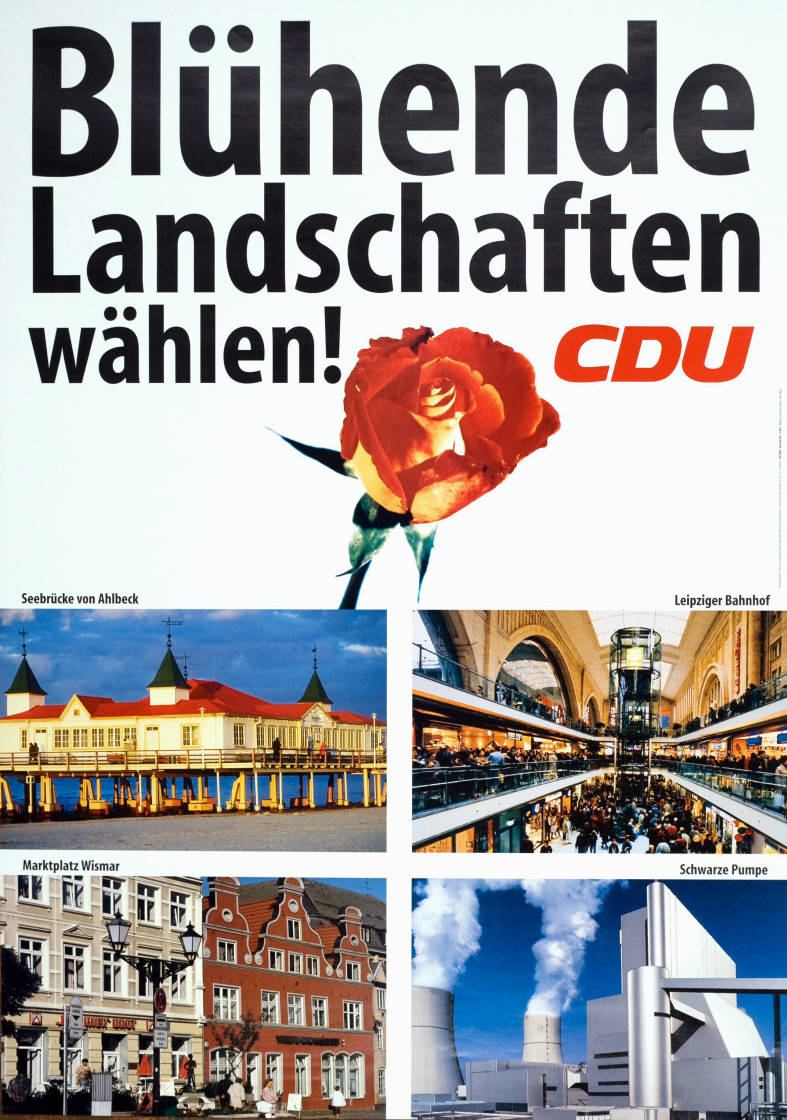
Wahlplakat der CDU 1998

Blühende Landschaften ist ein 1990 vom damaligen deutschen Bundeskanzler Helmut Kohl geprägtes Schlagwort, das eine ökonomische Zukunftsperspektive für die neuen Bundesländer beschreibt.

## Geschichte
Erstmals benutzte Kohl die Metapher in einer Fernsehansprache anlässlich des Inkrafttretens der Währungs-, Wirtschafts- und Sozialunion am 1. Juli 1990. Der Kanzler versprach:

„Durch eine gemeinsame Anstrengung wird es uns gelingen, Mecklenburg-Vorpommern und Sachsen-Anhalt, Brandenburg, Sachsen und Thüringen schon bald wieder in blühende Landschaften zu verwandeln, in denen es sich zu leben und zu arbeiten lohnt.“

Beinahe wortgleich formulierte es Kohl in seiner Fernsehansprache am Vorabend der Wiedervereinigung. Im Jahr darauf erklärte Kohl, er sei „mehr denn je davon überzeugt, dass wir in den nächsten drei bis vier Jahren in den neuen Bundesländern blühende Landschaften gestalten werden“.
Im Wahlkampf zur Bundestagswahl 1998 wurde der Begriff wieder aufgenommen und auf offiziellen Wahlplakaten der CDU verwendet. Unter der Überschrift Blühende Landschaften wurden beispielsweise Bilder von restaurierten Bauwerken aus den neuen Bundesländern gezeigt.
Die optimistische Prognose hatte sich aber bald nach der Wiedervereinigung als Illusion erwiesen: Die Wirtschaft der DDR brach nach der Wiedervereinigung großenteils zusammen oder wurde abgewickelt. 1990 bis 1995 wurde 57 % der Erwerbsbevölkerung der neuen Länder in Arbeitsbeschaffungs- und Qualifizierungsmaßnahmen beschäftigt, viele sogar mehrfach. Noch in der zweiten Hälfte der 1990er Jahre lag die offene und verdeckte Arbeitslosigkeit unter den Ostdeutschen bei etwa 25 % und damit mehr als doppelt so hoch wie in Westdeutschland. Trotz teurer öffentlicher Investitionen, die von den Steuerzahlern unter anderem mit dem Solidaritätszuschlag bezahlt wurden, gelang es nicht, einen selbsttragenden Aufschwung der ostdeutschen Wirtschaft zu induzieren, auch weil die Löhne schneller stiegen als die wirtschaftliche Produktivität, die Ende der 1990er Jahre immer noch nur halb so hoch war wie in den westlichen Bundesländern. Der ostdeutsche Anteil am Bruttoinlandsprodukt der Bundesrepublik lag bei nur zehn Prozent. Nachdem die Natur sich stillgelegte Industrielandschaften und Rangierbahnhöfe zurückerobert hat (Sukzession), wird der Begriff manchmal als Sinnbild für die Deindustrialisierung bzw. Entvölkerung von Teilen Ostdeutschlands verstanden. In den 1990er Jahren wurde Kohl für diese Äußerung oft verspottet, oder es wurde ihm unterstellt, er habe die Ostdeutschen absichtlich getäuscht. Als Kohl 1991 bei einem Besuch in Halle mit Eiern beworfen wurde, war gleichzeitig ein Sprechchor  „Lügner, Lügner“ zu hören. Dieser Sprechchor spielte an auf den Begriff der blühenden Landschaften. 
2018 berichtete Der Spiegel von einem Gespräch, das Kohl 1999 mit seinen Mitarbeitern geführt hatte. Demnach soll der Altbundeskanzler erklärt haben, er habe damals die „miese Lage bewusst nicht […] hochgespielt“, und bezeichnete dies als „psychologisch richtig“, um das Selbstwertgefühl der Ostdeutschen nicht zu beschädigen. Der Journalist Klaus Wiegrefe bezeichnete dies als „Kohls Lüge von den blühenden Landschaften“.

## Sonstiges
Blühende Landschaften war auch der Titel einer regelmäßigen Glosse in der Frankfurter Allgemeinen Sonntagszeitung von Peter Richter, die sich mit dem Verhältnis zwischen alten und neuen Bundesländern auseinandersetzt, sowie seines Buches zum selben Thema.
In Ostdeutschland gibt es das Bonmot „beleuchtete Wiesen“, womit Flächen gemeint sind, auf denen Gewerbegebiets-Infrastruktur gebaut wurde, bevor man Käufer hatte – in manchen Gewerbegebieten kamen nie welche, weil das Angebot die Nachfrage bei weitem überstieg.

## Künstlerische Rezeption
Der Komponist Günter Kochan (1930–2009) rezipierte das Thema in seiner Sinfonie Nr. 6.
Die Band Virginia Jetzt! veröffentlichte 2009 ein gleichnamiges Album.